# Ryota Noguchi
Ryota Noguchi (født 24. juni 1986) er en japansk professionel fodboldspiller.
Han har spillet for flere forskellige klubber i sin karriere, herunder Kamatamare Sanuki.